# 七本木村
七本木村（しちほんぎむら）は埼玉県の北西部、児玉郡に属していた村。当初は賀美郡所属であった。

## 地理
- 河川：新田川

## 歴史
- 1889年（明治22年）4月1日 - 町村制施行により、七本木村、嘉美村、三町村、堤村が合併し賀美郡七本木村が成立する。
- 1896年（明治29年）3月29日 - 賀美郡が児玉郡、那珂郡と統合し児玉郡となる。
- 1954年（昭和29年）5月3日 - 神保原村、賀美村、長幡村と合併し上里村を新設する。

## 関連文献
- 「堤村」『新編武蔵風土記稿』 巻ノ245賀美郡ノ3。NDLJP:764012/91。